# 10147 Mizugatsuka
10147 Mizugatsuka este un asteroid din centura principală de asteroizi.

## Descriere
10147 Mizugatsuka este un asteroid din centura principală de asteroizi. A fost descoperit pe 13 februarie 1994 la Ōizumi de Takao Kobayashi. Asteroidul prezintă o orbită caracterizată de o semiaxă mare de 3,18 ua, o excentricitate de 0,13 și o înclinație de 2,4° în raport cu ecliptica.